# Мещерские
Меще́рские — разветвлённый русский княжеский род, происходящий от владетельных князей Мещёры.
Род внесён в Бархатную книгу. При подаче документов (01  февраля 1686) для внесения рода в Бархатную книгу, была предоставлена родословная роспись князей Мещерских.
Внесён в V часть родословных книг Калужской, Костромской, Курской, Московской, СПб., Тульской, Черниговской и Полтавской губерний.

## Происхождение рода
Согласно Бархатной книге, от Бахмета Усейновича Ширинского, пришедшего в 1198 году в мещёрские (мишарские) земли и затем получившего надел в Мещёре, «засевшего» в Мещёре в 1198 г. Его сын Беклемиш крестился с именем Михаила.

Бархатная книга XXXVIII, 275:

РОДЪ КНЯЗЕЙ МЕЩЕРСКИХЪ

Въ лето 6706(1198) Князь Ширинской Бахметъ Усеиновъ сынъ, пришелъ изъ большие Орды въ Мещеру, и Мещеру воевалъ, и заселъ её, и въ Мещере родился у него сынъ Беклемишъ. И крестился Беклемишъ, а во крещении имя ему Князь Михайло, и въ Андрееве городке поставилъ храмъ Преображения Господа нашего Иисуса Христа, и съ собою крестилъ многихъ людей.
У Князя Михайла сынъ Князь Федоръ.
Первым князем Мещерским, который упоминается в исторических источниках, был князь Юрий Фёдорович (погибший 1380). Следующим упоминается в летописях (1389) князь Александр Укович (Юка - простореч. от Юрий), согласно Бархатной книге сын Юрия, продавший часть своего княжества Москве (1389).
Потомки князя Александра Уковича сохраняли некоторые удельные владения в Мещере (вплоть до 1483), когда князь Юрий Семёнович с согласия братьев окончательно уступил великому князю Ивану III все права на Мещеру, получив за них вотчины в разных частях Московского княжества.
Потомки князя Василия Дмитриевича Боровитина, часто писались князьями Боровитиновыми-Мещерскими.
В XVI и XVII вв. князья Мещерские были полковыми и городовыми воеводами, но не занимали особенно важных постов в Московском государстве. Однако в XVIII-XIX столетиях многие Мещерские сделали карьеру и достигли значительных должностей на государственной службе. Любопытно, что род князей Мещерских очень сильно разветвился уже в XVI-XVII столетиях. Родословная некоторых ветвей поэтому довольно плохо изучена и пестрит белыми пятнами.

## Геральдика
Генерал-майор князь Василий Никитич Мещерский (25 июня 1798) подал в Герольдию прошение о внесении родового герба в ОГДР. К нему он приложил рисунок герба и подробное объяснение его символики. Представленный проект отличался от официально утвержденного герба: в первом поле был золотой крест. Во втором поле  над крепостью изображалось склоненное знамя. Всадник третьего поля держал не меч, а копьё. В четвертом поле мост не каменный, а деревянный. Первое и четвертое поле показывались голубыми, второе и третье поле - красными. Эмблемы разъяснялись следующим образом: крест и полумесяцы отмечали, что "родоначальник князь Бахмет Усейнов, отступив от царя Большой Орды, удалился в Россию и со многими бывшими при нём татарами просветился Святым крещением". Крепость с белым знаменем означало город Мещеру, завоёванную князем Бахметом. Всадник показывал участие князя Юрия Федоровича Мещерского с полком в Куликовской битве и его гибель в этом сражении, а также то, что князья Мещерские неоднократно возглавляли войска в боях с поляками и татарами. Река в описании названа Доном, а мост символизировал переход через него князя Бахмета при завоевании Мещеры и окружавших её земель. Княжеская корона трактовалась, как "изъявление древнего и знаменитого между монголами происхождение князей Ширинских", от которых произошли князья Мещерские.
В XIX веке князья Мещерские пользовались вариантом герба, отличными от утвержденного. На экслибрисе, принадлежавшему либо князю Николаю Петровичу Мещерскому (г/р 1829), либо его сыну князю Александру Николаевичу Мещерскому, герб воспроизводился с изменёнными эмблемами и щитодержателями - двумя дельфинами.

## Известные представители
- Князь Мещерский Григорий Дмитриевич — 4-й воевода Большого полка, посланного к Казани (1506).
- Князь Мещерский Василий Дмитриевич (Кияс) — 1-й воевода сторожевого полка (1511), воевода сторожевого полка на Сивере (1512), 2-й воевода правой руки войск посланных к Казани (1516), наместник в Белой (1521).
- Князь Мещерский Василий Фёдорович — 2-й воевода левой руки войск (1516), 2-й наместник на Рязани (1530).
- Князь Мещерский  Григорий Фёдорович — 2-й воевода передового полка против шведов (1536).
- Князь Мещерский  Юрий Григорьевич — 3-й воевода у татар против казанцев (1538), 2-й воевода левой руки войск во Владимире (1540), наместник в Вятке (1545).
- Князь Мещерский  Юрий Григорьевич (Боровитинов) — 2-й воевода левой руки войск в Коломне (1549).
- Князь Мещерский Иван Васильевич — голова у государева знамени в Казанском походе (1550).
- Князь Мещерский Василий Иванович — голова под Березнью (1550), голова у снаряда в Лифляндском походе (1572), послан на Оку (1573), 2-й голова войск в Кашире (1576), 3-й воевода передового полка в Лифляндском походе (1577), 1-й осадный голова в Смоленске (1580), 2-й воевода сторожевого полка и 4-й осадный воевода в Пскове (1581).
- Князь Мещерский Григорий Фёдорович — есаул государева полка в Казанском походе (1550), 2-й воевода правой руки в Лифляндском походе (1557), 2-й воевода передового, а затем сторожевого полка в Калуге (1558), 3-й воевода левой руки войск под Тулой против крымцев (1559), послан с полком к Пернову и Апслу (1560), 2-й воевода правой руки войск в походе (1561), наместник в Путивле, 2-й воевода передового полка на Оке (1568), 2-й посол в Польшу (1571), 2-й воевода передового полка против шведов (1572), наместник в Путивле (1575-1576).
- Князь Мещерский Иван Никитич Меньшой — стрелецкий голова в походе на Арские места (1554).
- Князь Мещерский Фёдор Фёдорович — голова сторожевого полка в Коломне (1576), голова передового полка в Лифляндском походе (1577), 1-й осадный воевода в Березове (1578-1582), 1-й воевода левой руки войск в Новгороде (1584), 3-й воевода в Ивангороде (1592), погиб в бою с литовцами (после 1608).
- Князь Мещерский  Семён Васильевич — осадный голова в Черни (1577-1584).
- Князь Мещерский Иван Васильевич (Клык) — 1-й голова в Большом полку в Лифляндском походе (1558), 1-й голова правой руки войск на Оке (1559).
- Князь Мещерский Юрий Михайлович — 1-й осадный голова в Смоленске (1581).
- Князь Мещерский Фёдор Иванович — 2-й воевода передового полка в Новгород (1583).
- Князь Мещерский Иван Владимирович — взят в плен в Польшу, откуда выкуплен (1585).
- Князь Мещерский Матвей Иванович (Арепин) — взят в плен в Польшу (1584), откуда выкуплен (1585).
- Князь Мещерский Юрий Фёдорович (Плитка) — осадный голова в Белёве (1585), 2-й воевода сторожевого полка в Белёве (1586), на службе под Смоленском (1634).
- Князь Мещерский Иван Фёдорович Белый (Бородавкин-Мещерский) — послан на Бобринскую засеку (1611). Погиб в бою с литовцами.
- Князь Мещерский Тимофей Юрьевич — воевода в Путивле (до 1614).
- Князь Мещерский Никифор Фёдорович — посажен шведами в Новгородскую тюрьму за отказ присягнуть шведскому королю (1614), 2-й воевода Большого полка в Туле (1635), 2-й воевода посланный для усмирения новгородцев (1650), московский дворянин (1627-1640).
- Князь Мещерский Иван Юрьевич (Бусурман) — воевода на Трубе (в Москве), во время Московского осадного сидения (1618).
- Князь Мещерский Никифор (Никита) Яковлевич — участник Московского осадного сидения (1618), воевода в Серпухове (1619),2-й воевода Большого полка в Туле (1624), московский дворянин (1627-1629).
- Князь Мещерский Дмитрий Юрьевич (Боровитинов) — воевода в Епифани (1619-1620), московский дворянин (1627-1640).
- Князь Мещерский Булат Михайлович — участник Московского осадного сидения (1620), воевода в Бежецком-Верхе (1620), московский дворянин (1627-1636).
- Князь Мещерский Богдан Михайлович — воевода в Острове (1625-1628), в Козельске (1643-1646), в Можайске (1647-1649).
- Князь Мещерский Андрей Иванович — стольник патриарха Филарета (1627-1629), московский дворянин (1636-1692).
- Князь Мещерский Семён Матвеевич — патриарший стольник (1627-1629), стряпчий (1636-1640).
- Князь Мещерский Тимофей Иванович — патриарший стольник (1627-1629).
- Князь Мещерский Григорий Афанасьевич — московский дворянин (1627-1640), служил в войну с Польшею (1654-1656).
- Князь Мещерский Михаил Дмитриевич (Боровитинов) — патриарший стольник (1629), московский дворянин (1636-1658).
- Князь Мещерский Пётр Дмитриевич (Боровитинов) — патриарший стольник (1629), в плену у Поляков (1658).
- Князь Мещерский Пётр Васильевич — подьячий (1629).
- Князья Мещерские: Иван и Дмитрий Ивановичи — каширские городовые дворяне (1629), Иван Иванович погиб под Смоленском (1634).
- Князья Мещерские: Андрей и Михаил Дмитриевичи — на службе против поляков под Смоленском (1634).
- Князья Мещерские: Иван Андреевич, Гаврила Иванович, Евтефий Васильевич, Семён Михайлович — убиты поляками под Смоленском (1634).
- Князь Мещерский Иван Булатов — стряпчий (1629-1640), стольник (1640-1676).
- Князья Мещерские: Фёдор Юрьевич, Михаил Иванович, Юрий и Иван Афанасьевичи, Богдан Матвеевич — московские дворяне (1629-1658).
- Князь Мещерский Борис — воевода в Изборске (1629).
- Князь Мещерский Юрий Афанасьевич — воевода в Кромах (1630), в Болхове (1634-1635), в Михайлове (1644-1646), погиб в бою с литовцами (после 1660).
- Князь Мещерский Юрий Фёдорович — стряпчий (1636).
- Князь Мещерский Никифор Фёдорович — воевода в Можайске (1639), в Верхотурье (1641-1643), в Брянске (1648-1649), в Сургуте (1652).
- Князь Мещерский Авдей Урусланович — московский дворянин (1640-1677).
- Князь Мещерский Михаил Иванович — участник Московского осадного сидения (1618), воевода у Потетиных ворот в Тульском уезде (1639), воевода в Ядрине (1645-1647), в Цывильске (1651), голова у дозора сторожей в Польском походе (1654-1656).
- Князь Мещерский Богдан Фёдорович — патриарший стольник (1629), московский дворянин (1636-1668), воевода в Звенигороде (1648-1650).
- Князь Мещерский Иван Дмитриевич (Боровитинов) — воевода в Лебедяни (1651), московский дворянин (1658).
- Князь Мещерский Лаврентий Михайлович — есаул при особе государя в Польском походе (1654-1656).
- Князь Мещерский Иван Иванович — стольник, воевода в Туринске (1656-1660).
- Князь Мещерские Борис Никифорович — погиб под Губаревым (1634).
- Князь Мещерский Андрей Михайлович — стольник (1658-1676), есаул в польском походе (1654-1656).
- Князь Мещерский Григорий Андреевич — погиб под Конотопом (28 июня 1659).
- Князь Мещерский Алексей Юрьевич — стряпчий (1659-1668). московский дворянин (1692), стольник царицы Прасковьи Фёдоровны (1692).
- Князь Мещерский Василий Лаврентьевич — недоросль (1660), комнатный стольник царя Петра Алексеевича (1676-1686).
- Князь Мещерский Фёдор Никитич — воевода в Томске (1666-1667), в Таре (1668-1673).
- Князь Мещерский Борис Фёдорович — воевода в Таре (1668-1673), стряпчий (1678), стольник (1682-1692).
- Князь Мещерский Пётр Фёдорович — стольник царицы Натальи Кирилловны (1671-1676), стольник (1677-1692), завоеводчик в Азовском походе (1696).
- Князь Мещерский Андрей Афанасьевич — стольник (1683-1692), поручик 20-й роты стольников в Азовском походе (1696).
- Князь Мещерский Василий Алексеевич — стольник царицы Прасковьи Фёдоровны (1686), стольник царицы Натальи Кирилловны (1692), есаул в Азовском походе (1696).
- Князья Мещерские: Иван Петрович и Василий Андреевич — стольники царицы Прасковьи Фёдоровны (1692).
- Князь Мещерский Никита Богданович — стольник царицы Евдокии Фёдоровны (1692).
- Князь Мещерский Михаил Васильевич — комнатный стольник царя Иоанна Алексеевича (1692).
- Князья Мещерские: Фёдор Никитич, Фёдор Григорьевич, Семён Михайлович, Никифор Петрович, Михаил Андреевич,  Пётр и Иван Фёдоровичи, Лев Дмитриевич, Василий Юрьевич, Борис Львович, Афанасий Маркович — стряпчие (1678-1692).
- Князья Мещерские: Юрий Михайлович, Семён Тихонович, Марк Максимович, Василий Афанасьевич, Юрий и Василий Григорьевичи, Никита, Григорий и Василий Ивановичи — московские дворяне (1640-1692).
- Князья Мещерские: Яков Юрьевич, Никита Борисович, Иван Андреевич, Ефим и Дмитрий Васильевичи, Григорий Никифорович, Андрей Фёдорович, Фёдор, Иван и Богдан Ивановичи, Андрей Анофриевич — стольники (1658-1695).
- Князь Мещерский Григорий Богданович — стольник (1692), хорунжий 20-й роты стольников в Азовском походе (1696).
- Князья Мещерские: Михаил и Иван Меньшой Богдановичи — завоеводчики в Азовском походе (1696).
- Князь Мещерский Ефим Васильевич — ротмистр 20-й роты стольников в Азовском походе (1696).
- Князь Мещерский Никита Фёдорович — стряпчий (1676), стольник (1680-1692),  поручик 3-й роды стряпчих и воевода в ертауле Большого полка в Азовском походе (1696).[8][9][5].
- Мещерский, Александр Александрович (1844 — ?) — близкий друг путешественника Н. Н. Миклухо-Маклая.
- Мещерский, Александр Васильевич (1818—1884) — гофмейстер.
- Мещерский, Александр Васильевич (1822—1900/1901) — офицер лейб-гвардии Гусарского полка, шталмейстер Императорского двора; овдовев в 73 года женился второй раз и имел от этого брака сына Вячеслава (1897—1963) и дочь Екатерину (1901—1994).
- Мещерский, Борис Борисович (1850—1904) — шталмейстер Высочайшего Двора, предводитель дворянства Полтавской губернии, Саратовской губернатор.
- Мещерский, Владимир Петрович (1838—1914) — камергер, редактор-издатель консервативного журнала «Гражданин».
- Мещерский, Димитрий Викторович (1875—1933) — дипломат и учёный-востоковед, консул в Харбине, Чифу, Гирине, генконсул в Кашгаре.
- Мещерский, Иван Всеволодович (1859—1935) — советский учёный в области теоретической и прикладной механики.
- Князь Мещерский, Иосиф Александрович (1821—1884) — русский межевой инженер, историк архивного дела; действительный статский советник.
- Мещерский, Николай Петрович (1829—1901) — гофмейстер, камергер, археограф, попечитель московского учебного округа.
- Мещерский, Пётр Сергеевич (1778—1857) — обер-прокурор Святейшего Синода.
- Мещерский, Платон Степанович (1713—1799) — правитель Малороссии (1769—1775), наместник казанский, симбирский, пензенский и вятский, казанский генерал-губернатор.
- Мещерский, Фёдор Васильевич (1698—1756) — российский государственный деятель, генерал-лейтенант, сенатор и обер-комендант Петропавловской крепости.
- Мещерский, Элим Петрович (1808—1844) — писатель.
- Мещерский, Эммануил Николаевич (1832—1877) — полковник, флигель-адъютант; погиб на Шипке в Балканах (06 сентября 1877).
- Мещерская, Вера Кирилловна (урожденная Струве) (1876—1949) — основательница «Русского дома» в Сент-Женевьев-де-Буа (Эссонна).
- Мещерская, Евдокия Николаевна (1774—1837) — основательница Борисо-Глебского Аносина женского монастыря.
- Мещерская, Екатерина Александровна (1904—1994) — художник, поэт, писательница.
- Мещерская, Екатерина Николаевна (1806—1867) — дочь Н. М. Карамзина, мать В. П. Мещерского; — адресат стихотворений В. А. Жуковского, А. С. Пушкина, П. А. Вяземского.
- Мещерская, Мария Элимовна (1844—1868) — фрейлина, первая любовь императора Александра III.
- Мещерская, Ольга Павловна (псевдоним Рунова; 1864—1952) — писательница, прозаик.